# Niedergladbach

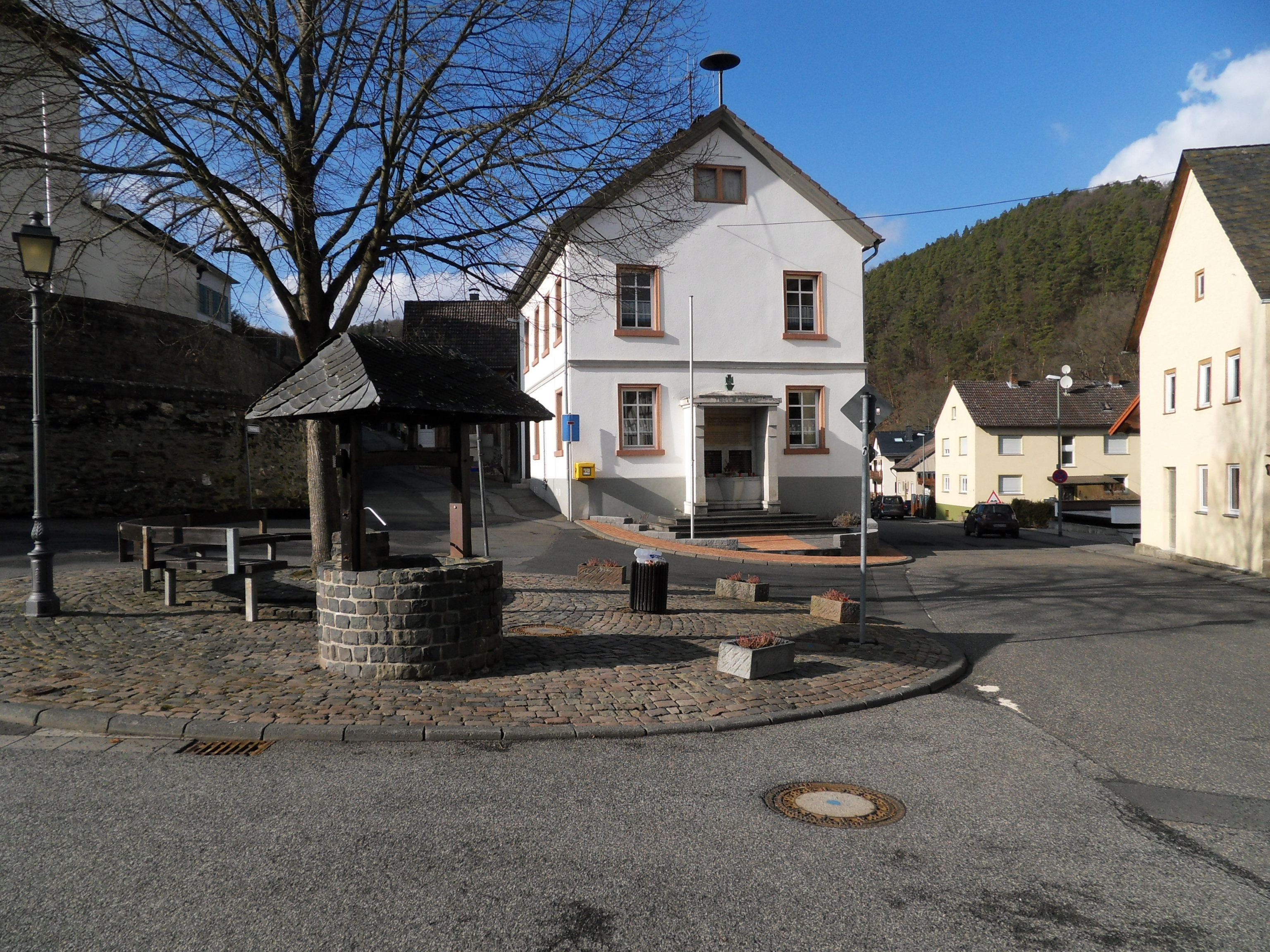
Alte Schule mit dem Brunnen auf dem Platz in der Ortsmitte

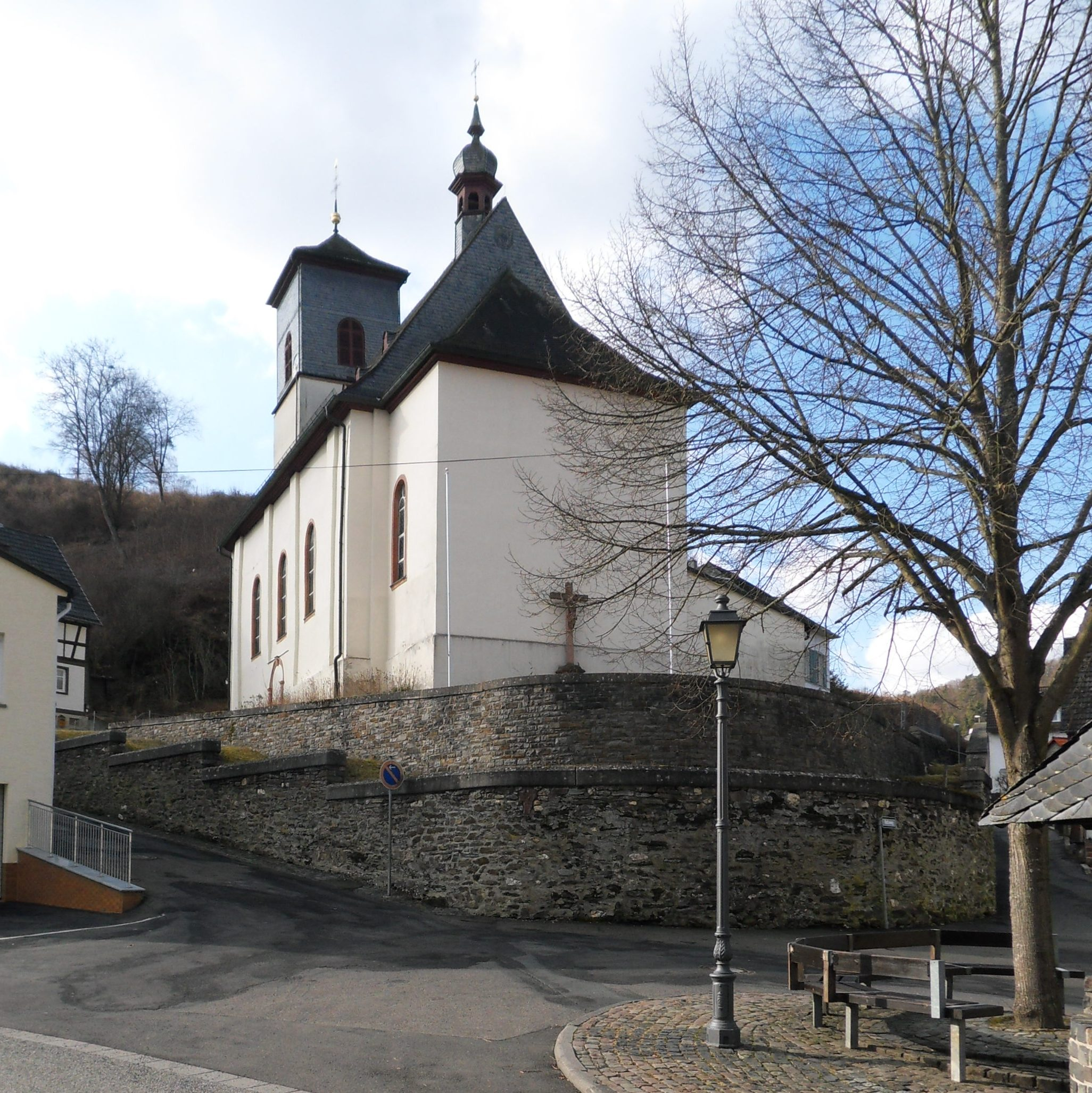
Katholische Pfarrkirche St. Aegidius

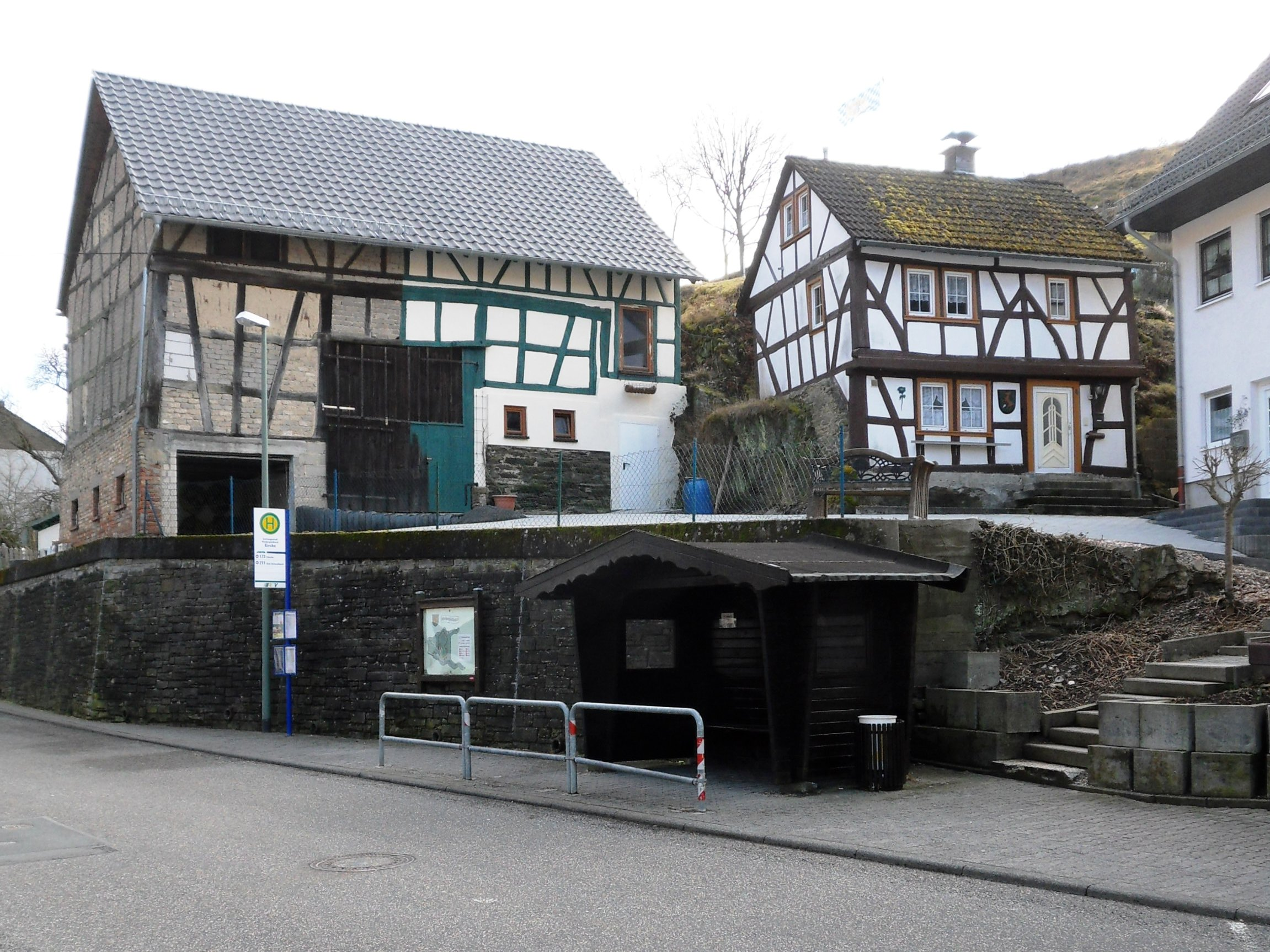
Ortsbildprägendes Wohnhaus und Scheune aus Fachwerk in der Ortsmitte

 Niedergladbach  ist der am weitesten vom Hauptort entfernt gelegene Ortsteil der Gemeinde Schlangenbad im Rheingau-Taunus-Kreis in Hessen mit knapp 300 Einwohnern. Für den Ortsteil besteht ein Ortsbezirk mit Ortsbeirat. In Niedergladbach steht die katholische Pfarrkirche St. Ägidius.

## Geographie
Niedergladbach liegt auf einer Höhe von 300 Meter im Gladbachtal am Ostrand des Hinterlandswaldes. Die einzige Zufahrtsstraße, die Landesstraße 3035, führt von Hausen vor der Höhe über Obergladbach aus südöstlicher Richtung kommend, weiter zum Wispertal.
Als einziger Ortsteil der Gemeinde Schlangenbad hat Niedergladbach die Vorwahl der Kreisstadt Bad Schwalbach.

## Ortswappen
Beschreibung: In Grün eine goldene (gelbe), rot bewehrte Hirschkuh, durchbohrt von einem silbernen (weißen) Pfeil.
Das Wappen bezieht sich auf den örtlichen Kirchenpatron, den Heiligen Ägidius, dessen Attribut sie darstellt. Der Heilige wurde bereits im gemeinsamen Gerichtssiegel der Gemeinden Ober- und Niedergladbach dargestellt und sein Attribut gelangte als Wappenvorschlag ins Hessische Ortswappenbuch von 1956.

## Geschichte
Im Vorfeld der Gebietsreform in Hessen schloss sich die Gemeinde Niedergladbach und andere Gemeinden am 1. Juli 1972 freiwillig der Gemeinde Schlangenbad an. Für den Ortsteil Niedergladbach wurde wie für die übrigen Ortsteile ein Ortsbezirk  mit Ortsbeirat und Ortsvorsteher eingerichtet.